# 무쇠전선

무쇠전선(독일어: Eiserne Front 아이제르네 프론트[*])은 바이마르 공화국 시기인 1931년 12월 16일 독일 사회민주당에서 결성한 반나치, 반왕당파 준군사조직이다. 하르츠부르크 전선, 철모단, 독일 국가인민당 등과 항쟁하였다. 사민당은 무쇠전선을 동원해 군중집회를 열고, 파시스트들과 시가전을 벌이고, 당원들을 경호했다. 그러나 사민당 지도부의 통제를 벗어날 정도로 무쇠전선 참여자들은 점차 혁명적 경향을 띠게 되었고, 1933년 활동이 금지되었다.
무쇠전선의 로고인 안티파슈이스티셔 프론데스크라이스(원 안에 왼쪽 아래 방향 화살 세 개)는 1931년 생리학자 이반 파블로프의 조교였던 세르게이 차코틴이 만들었으며, 나치의 갈고리 십자를 덮어버릴 수 있도록 원형으로 설계되었다. 세 개의 화살이 의미하는 바는 다양하게 해석되고 있는데, 가장 널리 받아들여지는 것은 사회민주주의의 세 가지 적, 곧 복고주의자(호엔촐레른 독일 제국의 복고를 원하는 왕당파), 공산주의자, 파시스트(특히 나치)를 의미한다는 해석이다. 오늘날 국기단에서는 이 세 화살이 사민당, 노동조합, 국기단을 의미하는 것으로서 곧 노동자 계급의 정치적, 경제적, 물리적 힘을 나타낸다고 소개하고 있다.

## 같이 보기
- 흑적금 국기단